# Józef Mamica
Józef Mamica též Josef Mamica (13. srpna 1878, Pruchná – 3. srpna 1940, KL Mauthausen-Gusen) byl polský evangelický duchovní, vojenský kaplan a politik; účastník bojů o Slezsko po první světové válce a oběť nacismu.
K duchovenské službě byl ordinován 15. listopadu 1903. V letech 1904–1920 působil ve sboru v Bludovicích.
V letech 1920–1935 působil v duchovenské službě polské armády, kde dosáhl hodnosti seniora. Kromě toho administroval některé evangelické farnosti Evangelicko-augsburské církve a řídil vojenský evangelický sirotčinec v Marszałkách.
Je pohřben na Evangelickém hřbitově v Polském Těšíně. Roku 2018 mu byla v Drahomyšli odhalena pamětní deska.